# Порта Пиа
Порта Пиа (на латински: Porta Pia) е врата в Стената на Аврелиан в Рим, наречена на поръчителя Папа Пий IV. Построена е между 1561 и 1565 г. от Микеланджело, заради затварянето на няколкостотина метра южно намираща се Порта Номентана